# Soo (vattendrag i Kamerun, Centrumregionen)
Soo är ett vattendrag i Kamerun.   Det ligger i regionen Centrumregionen, i den södra delen av landet, 60 km söder om huvudstaden Yaoundé.